# Mitochondriale DNA

Schematische Darstellung der humanen mtDNA

Fachsprachlich wird als mitochondriale DNA, kurz mtDNA, die doppelsträngige, zumeist zirkuläre DNA im Inneren (Matrix) der Mitochondrien bezeichnet. Diese Bezeichnung setzt sich unter dem Einfluss zitierter Fachliteratur zunehmend gegen das deutsche Fremdwort „mitochondrielle DNS“ durch. Das mitochondriale Genom wird als Mitogenom oder (seltener) als Chondriom bezeichnet.
Die mtDNA wurde 1963 von Margit Nass-Edelson und Sylvan Nass mit elektronenmikroskopischen Methoden und 1964 von Ellen Haslbrunner, Hans Tuppy und Gottfried Schatz aufgrund biochemischer Messungen entdeckt.

## Eigenschaften
Die mtDNA vielzelliger Organismen ist meist zirkulär organisiert, d. h., sie besteht aus einem zu einem Ring geschlossenen DNA-Doppelstrang.
Bei vielen einzelligen Organismen und auch bei einigen Vielzellern (z. B. bei einigen Arten der Cnidaria), wurde jedoch auch linear organisierte mtDNA nachgewiesen (z. B. bei dem Ciliaten Tetrahymena oder der Grünalge Chlamydomonas reinhardtii). Die Enden dieser linearen mtDNA bilden Telomerase-unabhängige Telomere mit unterschiedlichen Replikationsmechanismen aus, was sie zu interessanten Forschungsobjekten macht, da sich unter den Protisten mit linearer mtDNA viele Pathogene finden. Die Replikation und Transkription der mtDNA wird durch die mtDNA-Kontrollregion gesteuert.
Obwohl eine mtDNA-spezifische DNA-Polymerase vorhanden ist (die kerncodierte Pol γ), erlaubt das Vorhandensein einer eigenen mtDNA den Mitochondrien nicht, sich unabhängig von der Zelle, in der sie sich befinden, zu teilen und zu vermehren. Allerdings ist die Teilungsfrequenz der Mitochondrien nur indirekt von der Teilungsfrequenz der Zelle abhängig. Auf der mtDNA befinden sich einige, wenn auch nicht alle, Gene für die Enzyme der Atmungskette sowie Gene, die für die Struktur und Reproduktion der Mitochondrien verantwortlich sind.
Jedoch sind die Gene von mehr als 90 % der Proteine, aus denen ein Mitochondrium besteht, im Zellkern lokalisiert und werden im Cytoplasma der Zelle synthetisiert. Die fertigen Proteine werden im Anschluss an die Transkription und Translation mit Hilfe einer komplexen Translokationsmaschinerie (TOM/TIM) über die beiden mitochondrialen Membranen ins Innere der Mitochondrien importiert.
Die mtDNA ist innerhalb der Matrix in sogenannten Nucleoiden organisiert, einem Zellkernäquivalent, wie es auch bei Prokaryoten zu finden ist. Diese enthalten sowohl die Nukleinsäure als auch Proteine.

## Ursprung
Das Vorhandensein einer eigenen DNA ist einzigartig unter den Zellorganellen der Tiere, bei den Pflanzen besitzen die Chloroplasten (und andere Plastiden) dieselbe Eigenschaft. Dies ist Ausgangspunkt für die Endosymbiontentheorie, die besagt, dass Mitochondrien und Chloroplasten ursprünglich eigenständige Organismen waren, die im Laufe der Evolution in tierische bzw. pflanzliche Vorläuferzellen inkorporiert wurden und nun bestimmte Aufgaben für diese Zellen übernehmen. Weitere Indizien hierfür sind, dass Mitochondrien in etwa die gleiche Größe wie kleine Bakterien haben, eine zirkuläre DNA besitzen und von zwei Membranen umgeben sind. Auch ist die Proteinsynthesemaschinerie (z. B. mitochondriale Ribosomen) der Mitochondrien der von Prokaryoten sehr ähnlich. Überdies enthält mtDNA, ähnlich
wie bakterielle DNA, keine echten Histone und kaum Introns. Bei Bakterien, Mitochondrien und Plastiden wird die DNA jedoch durch funktionell histonähnliche Proteine (HLPs, englisch histone like proteins) verdichtet, die untereinander homolog sind.

## Abweichende Genomorganisation
Merkwürdigerweise ist das beschriebene Muster bei den Mitochondrien der Menschenlaus (Pediculus humanus) nicht zu finden. Stattdessen ist das mitochondriale Genom hier in 18 minicirculären Chromosomen angeordnet, von denen jedes 3–4 kb lang ist und ein bis drei Gene codiert. Dieses Muster ist auch in anderen Echten Tierläusen (Anoplura) zu finden, nicht aber in Kieferläusen (Mallophaga). Es wurde gezeigt, dass zwischen den Minichromosomen Rekombination auftritt. Der Grund für diesen Unterschied ist nicht bekannt.

## Varianten im Genetischen Code
Im Jahr 1979 wurde entdeckt, dass in menschlichen Mitochondrien die mtDNA mit einem geringfügig vom Standard abweichenden Genetischen Code übersetzt werden. Solche Abweichungen waren schon früher vorhergesagt worden.
Seitdem wurde eine ganze Reihe leichter Varianten des Genetischen Codes entdeckt, darunter auch verschiedene alternative Mitochondriencodes.
Allerdings verwenden die Mitochondrien vieler Eukaryoten, einschließlich der meisten Pflanzen, den Standardcode.
| Organismus  | Codon    | Standard   | Mitochondrien |
| ----------- | -------- | ---------- | ------------- |
| Mammalia    | AGA, AGG | Arginin    | Stoppcodon    |
| Wirbellose  | AGA, AGG | Arginin    | Serin         |
| Pilze       | CUA      | Leucin     | Threonin      |
| Alle obigen | AUA      | Isoleucin  | Methionin     |
| Alle obigen | UGA      | Stoppcodon | Tryptophan    |

Einige dieser Unterschiede sollten als Pseudoveränderungen im genetischen Code angesehen werden, was auf das in Mitochondrien übliche Phänomen des RNA-Editing zurückzuführen ist. In höheren Pflanzen glaubte man, dass CGG für Tryptophan und nicht für Arginin kodiert – es wurde jedoch entdeckt, dass das Codon in der verarbeiteten RNA das UGG-Codon ist, was mit dem genetischen Standardcode für Tryptophan übereinstimmt.
Bemerkenswert ist, dass der mitochondriale genetische Code innerhalb einer Gruppe der Arthropoden eine parallele Entwicklung durchgemacht hat, wobei einige Organismen AGG eindeutig in Lysin (statt Serin) übersetzen.

## Endosymbiotischer Gentransfer bis zum Totalverlust
Mitochondriale Genome haben weit weniger Gene als die Bakterien, von denen sie vermutlich abstammen. Obwohl einige Gene verloren gingen, wurden viele in den Zellkern transferiert (endosymbiotischer Gentransfer, EGT), wie z. B. für die Proteinuntereinheiten des Respiratory Complex II.
Man nimmt an, dass dies im Laufe der Evolution seit Entstehung der Eukaryoten relativ häufig geschehen ist.
Bei einigen Organismen wie Cryptosporidium parvum und evtl. auch bei Amoebophrya ceratii fehlt den Mitochondrien die DNA komplett. Vermutlich gingen alle ihre Gene verloren oder wurden auf den Zellkern übertragen.
In Cryptosporidium haben die Mitochondrien ein abweichendes System zur Synthese von ATP, das den Parasiten gegen viele klassische Mitochondrieninhibitoren wie Cyanid, Azide und Atovaquon resistent macht.

## Die mtDNA des Menschen
Die menschliche mtDNA besteht aus 16.569 Basenpaaren mit 37 Genen. Sie exprimieren 13 mRNAs, die für Protein-Untereinheiten der Atmungsketten-Komplexe I, III, IV und V codieren, sowie 22 tRNAs und zwei rRNAs (12S- und 16S-rRNA). Die mtDNA besitzt bei 10–15 Molekülen pro Mitochondrium zwischen 100 und 10.000 Kopien pro Zelle.

### Vererbung

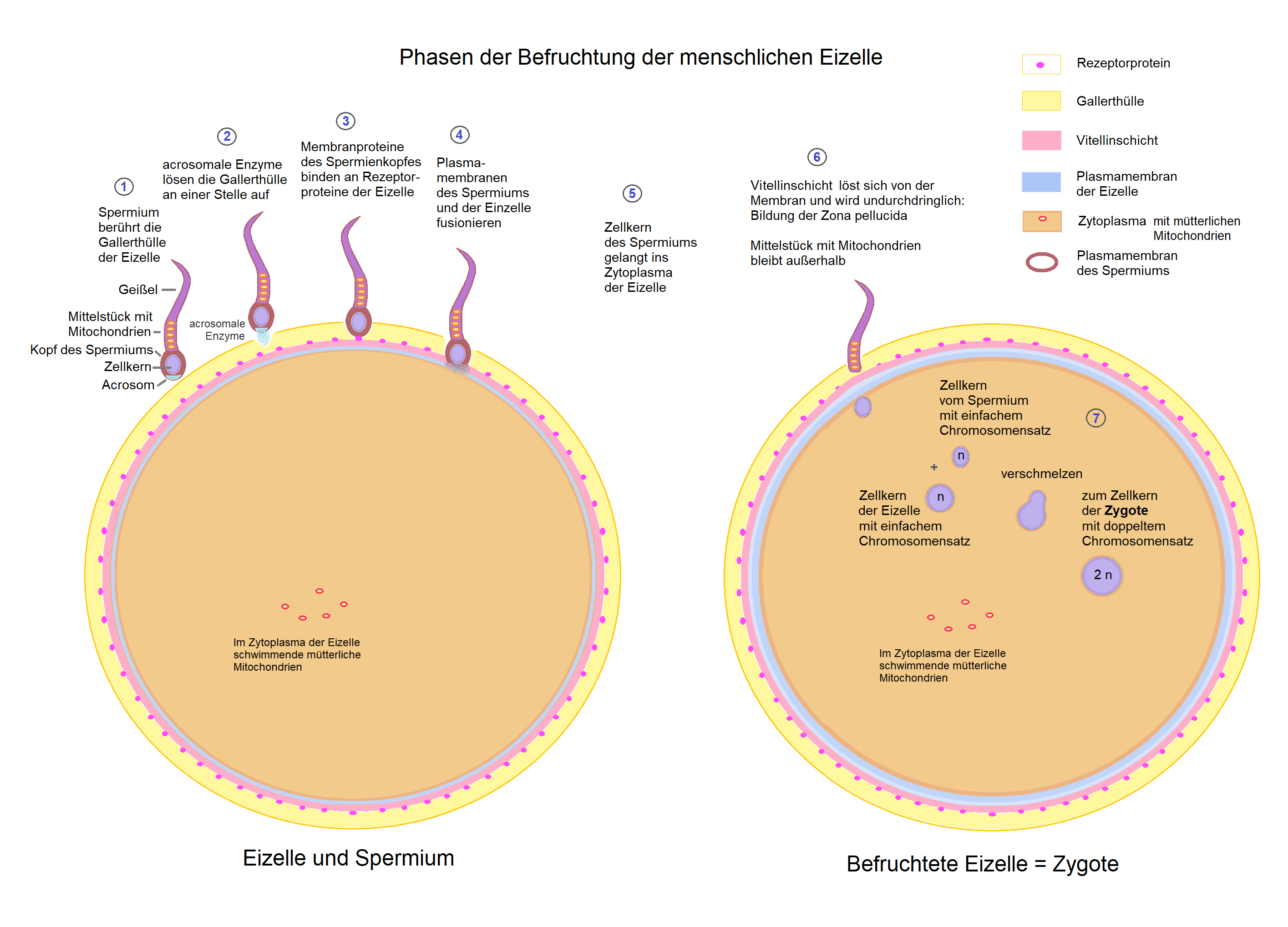
Die väterlichen Mitochondrien mit der väterlichen mtDNA gelangen in der Regel nicht in die Zygote. Nur die in der Eizelle enthaltenen Mitochondrien mit der mütterlichen mtDNA vermehren sich im Laufe der Embryonal- und weiteren Entwicklung mit.

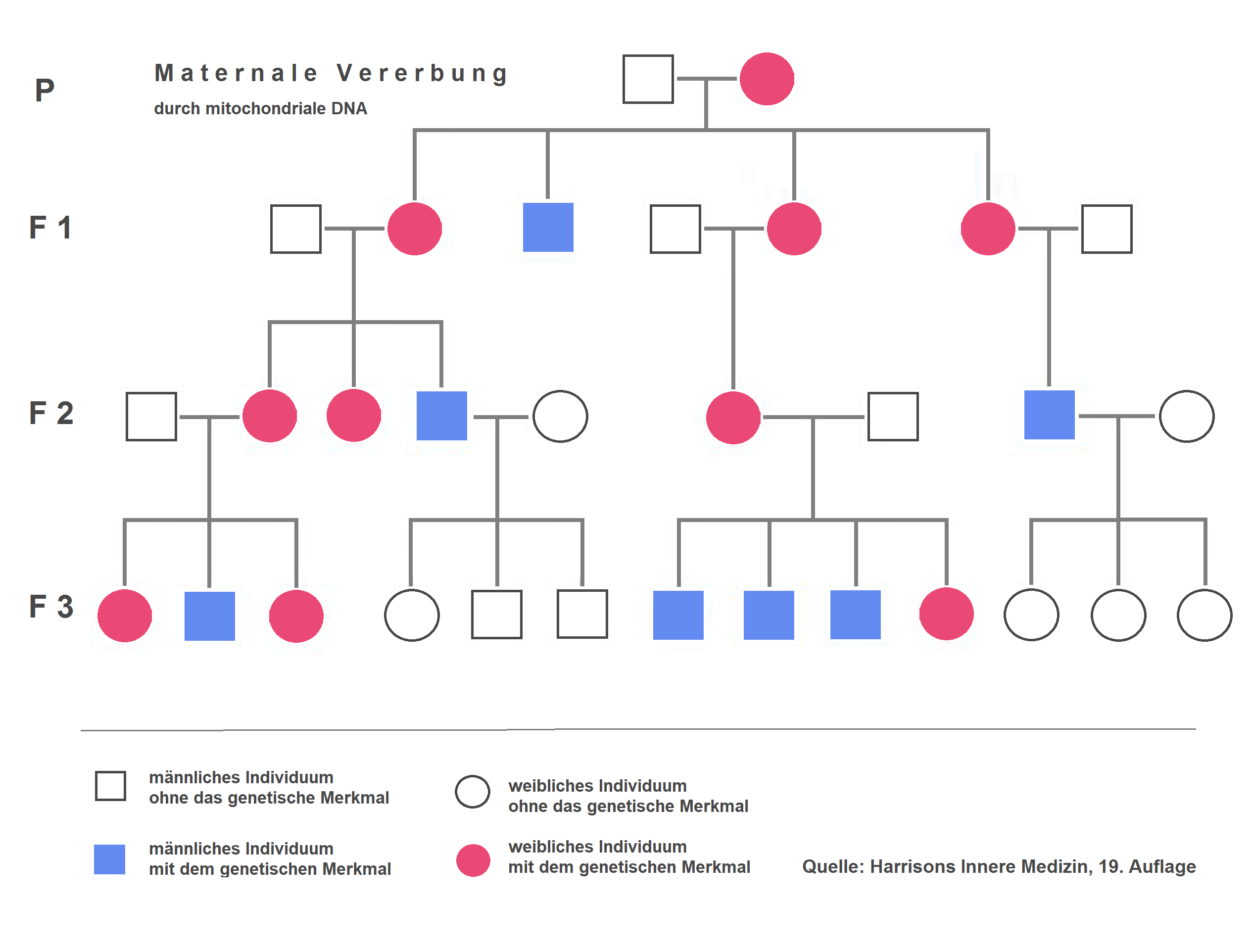
Bei einer Stammbaumanalyse erkennt man ggf. die maternale Vererbung eines auf der mitochondrialen DNA codierten genetischen Merkmals.

In der Genealogie und Anthropologie spielt die Vererbung der mtDNA eine große Rolle. Dies hat einerseits damit zu tun, dass Mitochondrien bei vielen Organismen in der Regel nur maternal, also nur von der Mutter an die Nachkommen weitergegeben werden. Die Mitochondrien des Spermiums befinden sich in dessen Mittelstück, das bei der Befruchtung in die Gallerthülle der Eizelle eindringt, aber nicht Bestandteil der Zygote wird. Außerdem sondert die Eizelle Enzyme ab, welche die Mitochondrien des Spermiums auflösen. Genauer gesagt, werden sie mit Ubiquitin markiert und anschließend abgebaut.
Die mtDNA mutiert mit einer sehr konstanten Rate, sodass man relativ genau sagen kann, wie nah (zeitlich gesehen) zwei Volksstämme verwandt sind, d. h., wann sich die Vorläufer dieser Stämme trennten. In der Anthropologie konnte so gezeigt werden, dass die amerikanische Urbevölkerung am engsten mit der Urbevölkerung Eurasiens verwandt ist (also von einem gemeinsamen Vorläufer abstammt); außerdem konnten Hypothesen über die Ursprünge des Jetztmenschen (Mitochondriale Eva) bestätigt werden. Das 2005 gestartete Genographic-Projekt, welches Erbgut von Menschen auf allen Kontinenten mit dem Ziel untersucht, genauere Erkenntnisse über die Verwandtschaftsbeziehungen der verschiedenen Bevölkerungen sowie den Ablauf der Besiedlung der Erde durch den Homo sapiens zu gewinnen, macht sich diese Eigenschaften der mtDNA zu Nutze.
Bei der maternalen Vererbung von Mutationen der mtDNA vererben betroffene Frauen das Merkmal an ihre Kinder beiderlei Geschlechts. Betroffene Männer vererben es an keines ihrer Kinder.
Vor einigen Jahren wurde eine sogenannte paternale Vererbung von mtDNA bei etlichen Tierarten und in einem Fall beim Menschen postuliert. Sie scheint offenbar relativ selten zu sein (bei Mäusen beträgt die Rate 1:10.000). Sie sorgt dafür, dass auch väterliche mtDNA auf die Nachkommen übertragen wird. Die genauen Vorgänge sind noch nicht geklärt. Seit 2002 ist ein einziger Fall bekannt, dass eine besondere Eigenheit/Mutation der mtDNA vom Vater auf seinen Sohn vererbt worden sein sollte: Während die Blut-mtDNA von der Mutter geerbt war, stimmten 90 % der Muskel-mtDNA mit der Sequenz des Vaters überein. Nach weiteren Untersuchungen wird allgemein davon ausgegangen, dass dieser spezielle Befund der Annahme, dass Mitochondrien beim Menschen in der Regel nur mütterlicherseits vererbt werden können, nicht widerspricht; methodische Probleme der Analyse können eine paternale Vererbung vortäuschen.

### Neandertaler-mtDNA
Svante Pääbo und Kollegen gelang es 2008, das mitochondriale Genom eines Neandertalers (Homo neanderthalensis), der vor 38.000 Jahren lebte, vollständig, mit einer bisher nicht erreichten Genauigkeit, zu sequenzieren.

### Humane mitochondriale Haplogruppe
| \| mtDNA-Eva \| \| \| \| \| \| \| \| \| \| \| \| \| \| \| \| \| \| \| \| \| \| \| \| \| \| \| \| \| \| \| L0 \| L1 \| L2 \| L3 \| L3 \| L3 \| L3 \| L3 \| L3 \| L3 \| L3 \| L3 \| \| \| \| \| \| \| \| \| \| \| \| \| \| \| \| L4 \| L5 \| L6 \| \| L0 \| L1 \| L2 \| \| \| \| M \| M \| M \| M \| M \| N \| N \| N \| N \| N \| N \| N \| \| \| \| \| \| \| \| \| \| L4 \| L5 \| L6 \| \| L0 \| L1 \| L2 \| CZ \| CZ \| D \| E \| G \| Q \| \| A \| S \| \| \| R \| R \| R \| \| \| \| \| \| I \| W \| X \| Y \| \| L4 \| L5 \| L6 \| \| L0 \| L1 \| L2 \| C \| Z \| D \| E \| G \| Q \| B \| A \| S \| F \| R0 \| R0 \| \| prä-JT \| prä-JT \| P \| U \| U \| \| I \| W \| X \| Y \| \| L4 \| L5 \| L6 \| \| L0 \| L1 \| L2 \| C \| Z \| D \| E \| G \| Q \| B \| A \| S \| F \| HV \| HV \| JT \| JT \| K \| K \| \| \| \| I \| W \| X \| Y \| \| L4 \| L5 \| L6 \| \| L0 \| L1 \| L2 \| C \| Z \| D \| E \| G \| Q \| B \| A \| S \| F \| H \| V \| J \| T \| K \| K \| \| \| \| I \| W \| X \| Y \| \| L4 \| L5 \| L6 \| |    |    |    |    |    |    |    |    |    |    |    |   |    |    |    |        |        |   |   |   |  |   |   |   |   |  |    |    |    |
| mtDNA-Eva |    |    |    |    |    |    |    |    |    |    |    |   |    |    |    |        |        |   |   |   |  |   |   |   |   |  |    |    |    |
| L0 | L1 | L2 | L3 | L3 | L3 | L3 | L3 | L3 | L3 | L3 | L3 |   |    |    |    |        |        |   |   |   |  |   |   |   |   |  | L4 | L5 | L6 |
| L0 | L1 | L2 |    |    |    | M  | M  | M  | M  | M  | N  | N | N  | N  | N  | N      | N      |   |   |   |  |   |   |   |   |  | L4 | L5 | L6 |
| L0 | L1 | L2 | CZ | CZ | D  | E  | G  | Q  |    | A  | S  |   |    | R  | R  | R      |        |   |   |   |  | I | W | X | Y |  | L4 | L5 | L6 |
| L0 | L1 | L2 | C  | Z  | D  | E  | G  | Q  | B  | A  | S  | F | R0 | R0 |    | prä-JT | prä-JT | P | U | U |  | I | W | X | Y |  | L4 | L5 | L6 |
| L0 | L1 | L2 | C  | Z  | D  | E  | G  | Q  | B  | A  | S  | F | HV | HV | JT | JT     | K      | K |   |   |  | I | W | X | Y |  | L4 | L5 | L6 |
| L0 | L1 | L2 | C  | Z  | D  | E  | G  | Q  | B  | A  | S  | F | H  | V  | J  | T      | K      | K |   |   |  | I | W | X | Y |  | L4 | L5 | L6 |

### Gene
| Gen     | Typ              | Genprodukt                                  | Position im Mitogenom                   | Strang |
| ------- | ---------------- | ------------------------------------------- | --------------------------------------- | ------ |
| MT-ATP8 | proteincodierend | ATP-Synthase, Fo subunit 8 (complex V)      | 08,366–08,572 (Überlappung mit MT-ATP6) | H      |
| MT-ATP6 | proteincodierend | ATP-Synthase, Fo subunit 6 (complex V)      | 08,527–09,207 (Überlappung mit MT-ATP8) | H      |
| MT-CO1  | proteincodierend | Cytochrom-c-Oxidase, subunit 1 (complex IV) | 05,904–07,445                           | H      |
| MT-CO2  | proteincodierend | Cytochrom-c-Oxidase, subunit 2 (complex IV) | 07,586–08,269                           | H      |
| MT-CO3  | proteincodierend | Cytochrom-c-Oxidase, subunit 3 (complex IV) | 09,207–09,990                           | H      |
| MT-CYB  | proteincodierend | Cytochrom b (complex III)                   | 14,747–15,887                           | H      |
| MT-ND1  | proteincodierend | NADH-Dehydrogenase, subunit 1 (complex I)   | 03,307–04,262                           | H      |
| MT-ND2  | proteincodierend | NADH-Dehydrogenase, subunit 2 (complex I)   | 04,470–05,511                           | H      |
| MT-ND3  | proteincodierend | NADH-Dehydrogenase, subunit 3 (complex I)   | 10,059–10,404                           | H      |
| MT-ND4L | proteincodierend | NADH-Dehydrogenase, subunit 4L (complex I)  | 10,470–10,766 (Überlappung mit MT-ND4)  | H      |
| MT-ND4  | proteincodierend | NADH-Dehydrogenase, subunit 4 (complex I)   | 10,760–12,137 (Überlappung mit MT-ND4L) | H      |
| MT-ND5  | proteincodierend | NADH-Dehydrogenase, subunit 5 (complex I)   | 12,337–14,148                           | H      |
| MT-ND6  | proteincodierend | NADH-Dehydrogenase, subunit 6 (complex I)   | 14,149–14,673                           | L      |
| MT-TA   | transfer RNA     | tRNA-Alanin (Ala oder A)                    | 05,587–05,655                           | L      |
| MT-TR   | transfer RNA     | tRNA-Arginin (Arg oder R)                   | 10,405–10,469                           | H      |
| MT-TN   | transfer RNA     | tRNA-Asparagin (Asn oder N)                 | 05,657–05,729                           | L      |
| MT-TD   | transfer RNA     | tRNA-Asparaginsäure (Asp oder D)            | 07,518–07,585                           | H      |
| MT-TC   | transfer RNA     | tRNA-Cystein (Cys oder C)                   | 05,761–05,826                           | L      |
| MT-TE   | transfer RNA     | tRNA-Glutaminsäure (Glu oder E)             | 14,674–14,742                           | L      |
| MT-TQ   | transfer RNA     | tRNA-Glutamin (Gln oder Q)                  | 04,329–04,400                           | L      |
| MT-TG   | transfer RNA     | tRNA-Glycin (Gly oder G)                    | 09,991–10,058                           | H      |
| MT-TH   | transfer RNA     | tRNA-Histidin (His oder H)                  | 12,138–12,206                           | H      |
| MT-TI   | transfer RNA     | tRNA-Isoleucin (Ile oder I)                 | 04,263–04,331                           | H      |
| MT-TL1  | transfer RNA     | tRNA-Leucin (Leu-UUR oder L)                | 03,230–03,304                           | H      |
| MT-TL2  | transfer RNA     | tRNA-Leucin (Leu-CUN oder L)                | 12,266–12,336                           | H      |
| MT-TK   | transfer RNA     | tRNA-Lysin (Lys oder K)                     | 08,295–08,364                           | H      |
| MT-TM   | transfer RNA     | tRNA-Methionin (Met oder M)                 | 04,402–04,469                           | H      |
| MT-TF   | transfer RNA     | tRNA-Phenylalanin (Phe oder F)              | 00,577–00,647                           | H      |
| MT-TP   | transfer RNA     | tRNA-Prolin (Pro oder P)                    | 15,956–16,023                           | L      |
| MT-TS1  | transfer RNA     | tRNA-Serin (Ser-UCN oder S)                 | 07,446–07,514                           | L      |
| MT-TS2  | transfer RNA     | tRNA-Serin (Ser-AGY oder S)                 | 12,207–12,265                           | H      |
| MT-TT   | transfer RNA     | tRNA-Threonin (Thr oder T)                  | 15,888–15,953                           | H      |
| MT-TW   | transfer RNA     | tRNA-Tryptophan (Trp oder W)                | 05,512–05,579                           | H      |
| MT-TY   | transfer RNA     | tRNA-Tyrosin (Tyr oder Y)                   | 05,826–05,891                           | L      |
| MT-TV   | transfer RNA     | tRNA-Valin (Val oder V)                     | 01,602–01,670                           | H      |
| MT-RNR1 | ribosomale RNA   | Small subunit : SSU (12S)                   | 00,648–01,601                           | H      |
| MT-RNR2 | ribosomale RNA   | Large subunit : LSU (16S)                   | 01,671–03,229                           | H      |

Im Jahr 2020 berichteten Wissenschaftler, mittels eines neuartigen CRISPR-freien Geneditors, erstmals die Gene von Mitochondrien bearbeitet zu haben. Genomweite Assoziationsstudien untersuchen mtDNA auf Assoziationen mit Phänotypen wie Lebenserwartung und Risiken für Krankheiten wie Typ-2-Diabetes.

### Mitochondrial-derived peptides
Seit etwa 2013 ist bekannt, dass zusätzlich zu den im Mitochondrium gebildeten Proteinen hier verschiedene Peptide gebildet werden. Diese Peptide werden teilweise ins Zytoplasma freigesetzt und besitzen regulatorische Aufgaben. Es existieren keine eigenständigen für diese Peptide kodierenden Gene, sie sind innerhalb von offenen Leserastern überlappend mit proteinkodierenden Genen kodiert. Dementsprechend ist ihre genaue Anzahl bis heute unbekannt. Das zuerst entdeckte mitochondriale Peptid war das 2001 von Yuichi Hashimoto entdeckte Humanin, dessen kodierende Sequenz mit mt-RNR2 überlappt. Es besitzt Bedeutung beim Schutz der Zelle vor oxidativem Stress. Im Jahr 2020 sind insgesamt acht mitochondrial-derived peptides (MDP) bekannt. Alle besitzen eine mit Humanin vergleichbare zelluläre Schutzfunktion. Einige besitzen darüber hinaus möglicherweise Bedeutung als Chaperone.